# Langenberg (Rothaargebirge)
Langenberg – najwyższy szczyt pasma górskiego Rothaargebirge oraz najwyższy szczyt Nadrenii Północnej-Westfalii. Przez wierzchołek przebiega granica między Hesją a Nadrenią Północną-Westfalią. 